# Zona de fractura Shackleton
La Zona de Fractura Shackleton  (ZFS) es una zona de fractura submarina, una dorsal mediooceánica y una falla ubicada en el mar de Hoces o pasaje de Drake, en la separación entre la placa Scotia y la placa Antártica. Se extiende entre 59° y 60° 40' de latitud sur y entre 56° 30' y 61° de longitud oeste en dirección noroeste a sureste desde la plataforma continental sudamericana hasta las islas Shetland del Sur. 
Chile reclama parte de la zona como parte de su Zona Económica Exclusiva, y al este del punto F del tratado de 1984, de forma no contigua, como parte de la Plataforma Continental y límite Exterior Plataforma Continental. La otra parte es reclamada por Argentina como parte de su Zona Económica Exclusiva.
El nombre, reconocido por el Comité Asesor de Características Submarinas (ACUF) desde junio de 1987, lleva el nombre del explorador polar británico Ernest Shackleton (1874-1922).

Teoría de la delimitación natural entre los océanos Pacífico y Atlántico Sur por la zona de Fractura Shackleton.

Según los investigadores Juan Ignacio Ipinza Mayor y Cedomir Marangunic Damianovic existe la teoría científica que la separación de los océanos Pacífico y Atlántico "se podría confirmar a partir de la denominada Zona de Fractura Shackleton (...) el límite se encuentra entonces al este del llamado Meridiano del cabo de Hornos".